# Seven (sångare)
Choi Dong-wook (hangul: 최동욱), mer känd under artistnamnet Se7en eller Seven (hangul: 세븐), född 9 november 1984 i Seoul, är en sydkoreansk sångare. Han debuterade 2003 under YG Entertainment och har haft framgång som artist både i Sydkorea och Japan.

## Diskografi

### Album
| Albuminformation                                          | Topplacering          | Topplacering   |
| Albuminformation                                          | Sydkorea (Gaon Chart) | Japan (Oricon) |
| Koreanska                                                 | Koreanska             | Koreanska      |
| --------------------------------------------------------- | --------------------- | -------------- |
| Just Listen (Studioalbum) - Släppt: 7 mars 2003           | 4                     | —              |
| Must Listen (Studioalbum) - Släppt: 13 juli 2004          | 1                     | —              |
| 24/Seven (Studioalbum) - Släppt: 8 mars 2006              | 1                     | —              |
| Sevolution (Studioalbum) - Släppt: 1 november 2006        | 4                     | —              |
| Digital Bounce (EP-skiva) - Släppt: 21 juli 2010          | 2                     | —              |
| Seven New Mini Album (EP-skiva) - Släppt: 1 februari 2012 | 5                     | —              |
| I Am Seven (EP-skiva) - Släppt: 14 oktober 2016           | 8                     | 233            |
| Japanska                                                  |                       |                |
| First Seven (Studioalbum) - Släppt: 8 mars 2006           | —                     | 15             |
| Somebody Else (EP-skiva) - Släppt: 18 januari 2012        | —                     | 13             |
| Dangerman (Studioalbum) - Släppt: 7 december 2016         | —                     | 24             |
| Kinesiska                                                 |                       |                |
| Must Listen (Studioalbum) - Släppt: januari 2006          | —                     | —              |